# Сёнан Бельмаре
«Сёнан Бельмаре» (яп. 湘南ベルマーレ Сё:нан Бэрума:рэ, англ. Shonan Bellmare) — японский футбольный клуб из города Хирацука, префектура Канагава.
Клуб был основан в 1968 году в городе Тотиги местной риэлторской компанией. В 1972 году клуб переехал в Хирацуку, а в 1993 году под именем «Сёнан Бельмаре» присоединился к профессиональной футбольной Джей-лиге.
«Сёнан» — название прибрежного региона, в который входит Хирацука. С 1994 по 2000 год клуб носил имя «Бельмаре Хирацука», из-за тогдашнего требования Лиги, по которому клуб мог носить имя только одного определённого города.
Название «Бельмаре» образовано сочетанием двух латинских слов «bellum» (с лат. — «война») и «mare» (с лат. — «море»).

## Достижения
- Чемпион Японии (3): 1977, 1979, 1981
- Обладатель Кубка Императора (3): 1977, 1979, 1994
- Обладатель Суперкубка Японии (2): 1978, 1982
- Обладатель Кубка Джей-лиги: 2018
- Чемпион Джей-лиги 2 (2): 2014, 2017
- Победитель Кубка обладателей кубков Азии: 1995